# IEEE APEC 2019
La APEC - IEEE Applied Power Electronics Conference (APEC). es una conferencia anual del IEEE cuya próxima edición tendrá lugar en marzo de 2019 en California. La conferencia APEC se centra en los aspectos prácticos y aplicados del sector de la electrónica de potencia, siendo una de las reuniones más importantes del sector junto con PCIM. El programa de la conferencia abarca un gran abanico de temas, en el uso, diseño, fabricación y marketing de cualquier tipo de equipamiento de electrónica de potencia. Cada año se combinan Seminarios Educativos Profesionales de alta calidad, un programa dedicado a la presentación de Publicaciones y una Exhibición de fabricantes y empresas.
El Journal Conference Proceedings del APEC tiene actualmente un índice de impacto H (H- index) de 74 (actualizado en enero de 2019).

APEC ha sido esponsorizada por el PELS, IAS y PSMA desde 1990, y anteriormente por el Consejo del IEEE y la Power Electronics Society (PELS).